# Săracii tineri bogați
Săracii tineri bogați (Niños ricos, pobres padres; lit. „Copii bogați, părinți săraci”) este o telenovelă mexicană produsă de Telemundo și de RTI Columbia. Telenovela este din 7 iunie 2010 disponibilă și pe postul Acasa TV sub numele de Săracii Tineri Bogați.

## Distribuție
- Carmen Villalobos — Alejandra Paz
- Aylín Mújica —    Veronica Rios
- Fabiola Campomanes — Lucia Rios
- Geraldine Zivic — Mónica Sanmiguel
- Juan Sebastian Caicedo — Esteban Sanmiguel
- Aldemar Correa — David Robledo
- Margarita Muñoz — Isabela Domínguez
- Didier Van der Hove — Cesar Alarcón
- Millie Ruperto — Berta Robledo
- Johanna Bahamón — Karina Suarez
- Conrado Osorio — Eduardo Dominguez
- Andrés Fierro  —   Diego Aguirre
- Carlos Arturo Buelvas — Santiago de la Torre
- Tatiana Renteria — Aura Aguirre
- Paula Barreto — Dorotea Cortés
- Javier Jattin — Matías Quintana
- Alexander Rodriguez —    Mauricio Huertas
- Juan David Agudelo —    Juan Alarcón
- Mónica Pardo —  Anaís Obregón
- Alexander Gil — Arturo Duarte
- Carlos Hurtado — Rafael Robledo
- Alvaro Garcia — Thomas Donelly
- Margarita Vega  — Juliana Pardo
- Camilo Perdomo — Manuel de la Rosa Cervantes
- Gabriel Valenzuela — Gabriel Granados
- Maleja Restrepo — Amelia Richards
- Alejandra Guzmán — Rocío Granados
- Sebastian Eslava — Miguel Zabala
- Juliana Gómez — María Dolores
- Majida Issa — Marta Granados
- Juan Pablo Shuk — Roberto de la Torre
- Marcelo Cezan — Jorge Cervantes
- Angela Vergara — Vanessa Vergara
- Javier Delguidice — Guillermo Sanmiguel